# 灰叶属
灰叶属（学名：Tephrosia）是蝶形花科下的一个属，为草本、亚灌木或灌木植物。该属共有400种以上，分布于热带和亚热带地区。
属名Tephrosia源于希腊语teprhros，意为灰色的，指叶背灰毛。